# Gotthold Kuhn
Gotthold Kuhn (* 23. Dezember 1846 in Schwäbisch Hall; † nach 1909) war ein württembergischer Beamter und Oberamtmann.

## Leben
Kuhn, Sohn eines Lehrers und evangelischer Konfession, besuchte die Lateinschule in Schwäbisch Hall und das Obergymnasium in Tübingen. In Tübingen studierte er drei Jahre Kameralwissenschaft, welches Studium er mit der Promotion abschloss. 1871 legte er die erste höhere Dienstprüfung beim Departement der Finanzen ab, und 1874 die zweite höhere Dienstprüfung beim Departement des Innern.
Seine erste berufliche Stellung war von 1871 bis 1873 die eines Aktuariatsverwesers. 1873 wurde er Oberamtsaktuar in Sulz und Oberndorf. 1874–1876 war er Amtmann des Oberamts Neresheim, 1876–1881 Amtmann des Oberamts Ulm. 1881–1882 war er Kollegialhilfsarbeiter bei der Regierung des Donaukreises in Ulm. 1882–1883 wurde er als Regierungsassessor und Ministerialsekretär beim Ministerium des Innern in Stuttgart verwendet. 1883–1888 war er Oberamtmann in Blaubeuren. Schließlich wurde er 1888 als Kollegialrat zur Regierung des Schwarzwaldkreises in Reutlingen versetzt. Dort wurde er 1910 als Regierungsdirektor pensioniert.